# فيليب لادر
فيليب لادر (بالإنجليزية: Philip Lader) (ولد في 17 مارس 1946) هو دبلوماسي ورجل أعمال أمريكي شغل منصب سفير الولايات المتحدة لدى المحكمة السانت-جيمسية (المملكة المتحدة) بين عامي 1997 و2001، كما شغل سابقًا منصب رئيس مجلس إدارة شركة WPP plc، وهي واحدة من أكبر شركات الإعلان والخدمات الإعلامية والاتصالات في العالم.

## التعليم
تخرج لادر من جامعة ديوك، ثم حصل على درجة الماجستير من كلية هارفارد للقانون، كما نال درجات فخرية من عدة جامعات أمريكية وبريطانية.

## المناصب الحكومية
قبل توليه منصب السفير، شغل لادر مناصب حكومية رفيعة في إدارة الرئيس بيل كلينتون، منها:
- مدير إدارة الخدمات العامة الأمريكية (GSA)
- مساعد خاص للرئيس
- عضو في مجلس الوزراء المصغر

وقد عُرف بدوره في تحسين كفاءة الإدارة الفيدرالية وتحديث الخدمات الحكومية.

## في المملكة المتحدة
عُيّن سفيرًا للولايات المتحدة لدى المملكة المتحدة في عام 1997، وخدم حتى عام 2001. وخلال ولايته، دعم العلاقات التجارية والثقافية والدبلوماسية بين البلدين، وكان يتمتع بعلاقات قوية مع المسؤولين البريطانيين ورجال الأعمال.

## الحياة المهنية في القطاع الخاص
بعد انتهاء مهامه الدبلوماسية، تولّى رئاسة مجلس إدارة شركة WPP plc، التي تُعد من أكبر المجموعات العالمية في مجال الإعلان والعلاقات العامة والاتصال المؤسسي. كما شغل عضوية مجالس إدارة عدة شركات كبرى، مثل:
- RAND Corporation
- Marsh & McLennan
- Lloyds Banking Group

## الحياة الشخصية
وُلد فيليب لادر في كارولاينا الجنوبية، وهو متزوج من المحامية والمستشارة السياسية لين لادر، ولهما أبناء.

## وصلات خارجية
- سيرة فيليب لادر – وزارة الخارجية الأمريكية
- حول WPP plc – الموقع الرسمي